# Campeaux, Calvados

Campeaux este o comună în departamentul Calvados, Franța. În 1 ianuarie 2018 avea o populație de 589 de locuitori.